# パビリオンシティ田辺
パビリオンシティ田辺（パビリオンシティたなべ）は、和歌山県田辺市にあるショッピングセンター。1995年12月30日開業。
県内を地盤とするオークワの系列店で、略して「パビシ」や「パビー」と呼ばれることもある。
出店計画時点での仮称名は「オークワ新田辺店」。

## 概要
「パビリオン」という名称は、以下の4つの建物で構成されていることに由来する。
- A館 - オークワを核としたGMS。立体駐車場を併設。
- B館 - 衣料品や雑貨などを扱う専門店街。
- C館 - アミューズメント施設。
- TSUTAYA/WAY館 - CD・DVD・本のレンタル・販売店。

A館・B館・C館はペデストリアンデッキで連絡しており、1階を経由せずに相互に行き来ができる。ただし屋根が設置されていないので、雨風をしのぐことはできない。
自動車での来客者向けに、建物周辺には合計で10もの駐車場が確保されているが、建物からやや離れている場所も多い。

## 主な店舗・施設
- オークワ
- TSUTAYA・WAY（オー・エンターテイメントによるFC店）
- ジストシネマ田辺（3スクリーン）
- ジストボウル
- プリッズ（ナムコ系列のゲームセンター）
- マクドナルド[注 2]
- ミスタードーナツ
- サーティワンアイスクリーム
- ザ・ダイソー
- コムサイズム
- ハニーズ
- マックハウス
- 日本旅行
- ソフトバンク
- ATM
  - 紀陽銀行
  - きのくに信用金庫

## 交通アクセス
- 阪和自動車道・南紀田辺インターチェンジから田辺西バイパス（国道42号）を東へ、稲成ランプの南側（田辺バイパスとも接続）
- JR紀勢本線・紀伊田辺駅から明光バスに乗車し、稲荷口停留所で下車。もしくは、北へ徒歩20分

## 主な周辺施設
- A・Coopいなり店（紀南農協運営のスーパーマーケット）
- 南紀田辺地方卸売市場